# Homalonychus theologus
A Homalonychus theologus é uma espécie estadunidense de aranha.